# Nina Ditmajer
Nina Ditmajer (Maribor, 1988. március 26. –) szlovén irodalomtörténész, kutató, a Szlovén Irodalmi és Irodalomtudományi intézet (Inštitut za slovensko literaturo in literarne vede) munkatársa.

## Pályafutása
Slovenska Bistrica városában nőtt fel, ahol általános és középiskolai tanulmányait is végezte. Érettségi után a maribori egyetem bölcsészkarán tanult szlovén nyelvet és irodalmat. Első diplomáját 2012-ben nyerte.
Ezt követően tanulmányait a ljubljanai teológiai karon folytatta 2012-től 2015-ig. 2016-ban megkezdte doktori tanulmányait részben Ljubljanában, részben Mariborban. Doktori disszertációját 2019-ben védte meg a maribori egyetem bölcsészkarán.

## Munkája
Már egyetemi évei során különböző irodalmi és vallási folyóiratok szerkesztője volt Mariborban és Ljubljanában is. Fő tevékenységi területe a stájervidéki szlovén irodalom a 18.-19. században, a szlovén Biblia-fordítások története, illetve a szlovén prédikációk genealógiája és nyelvezete. Tevékenysége részben kapcsolódik a muravidéki (vend) nyelv és irodalom vizsgálatához is, amely annak idején Magyarországon fejlődött ki.

## Külső hivatkozások
- Inštitut za slovensko literaturo in literarne vede – Sodelavci: Nina Ditmajer
- Nina Ditmajer (ludliteratura.si)